# Para dvojno povečan prisekan dodekaeder
| Para dvojno povečan prisekan dodekaeder | Para dvojno povečan prisekan dodekaeder  |
| --------------------------------------- | ---------------------------------------- |
|                                         |                                          |
| Vrsta                                   | Johnsonovo telo J68-J69-J70              |
| Stranske ploskve                        | 2x4 trikotnikov 4 kvadrati 2 šestkotnika |
| Oglišča                                 | 70                                       |
| Robovi                                  | 120                                      |
| Konfiguracija oglišča                   | 2x10+20(3.102) 10(3.4.5.4) 2(3.4.3.10)   |
| Grupa simetrije                         | D5d                                      |
| Dualni polieder                         | -                                        |
| Lastnosti                               | konveksen                                |
| mreža telesa                            |                                          |

Para dvojno povečan prisekan dodekaeder je v geometriji eno izmed Johnsonovih teles (J69).